# Песникова писма
„Песникова писма” је југословенски ТВ филм из 1971. године. Режирала га је Мира Траиловић а Мајкл Редгрејв је написао сценарио адаптацијом приповетке Хенрија Џејмса,

## Улоге
| Глумац              | Улога |
| ------------------- | ----- |
| Рахела Ферари       |       |
| Ксенија Јовановић   |       |
| Бранко Плеша        |       |
| Миодраг Радовановић |       |
| Неда Спасојевић     |       |